# Iturbide, San Miguel el Grande
Iturbide är en ort i Mexiko.   Den ligger i kommunen San Miguel el Grande och delstaten Oaxaca, i den sydöstra delen av landet, 300 km sydost om huvudstaden Mexico City. Iturbide ligger 2 489 meter över havet och antalet invånare är 442.
Terrängen runt Iturbide är huvudsakligen kuperad, men norrut är den bergig. Terrängen runt Iturbide sluttar österut. Runt Iturbide är det ganska glesbefolkat, med 47 invånare per kvadratkilometer. Närmaste större samhälle är Villa Chalcatongo de Hidalgo, 3,9 km sydost om Iturbide. I omgivningarna runt Iturbide växer huvudsakligen savannskog.